# James Pax
James Pax (ur. 21 grudnia 1961 w Japonii) – japoński aktor filmowy i telewizyjny. 

## Życiorys
Ukończył studia na wydziale biznesu międzynarodowego na Uniwersytecie Nowojorskim, a następnie studiował produkcję filmową i reżyserię na Uniwersytecie Południowej Kalifornii. Mieszkał i pracował w miastach takich państw jak Włochy, Japonia, USA, Hongkong, Malezja, Paryż i Chiny. 
Początkowo rozpoczął karierę muzyczną jako nastoletni pierwszy azjatycki piosenkarz w Ameryce Południowej. Trenował także balet z Jeoffrey Ballet i kung-fu. Na początku lat 90., w wieku dwudziestu lat zaczął pracować dla Armaniego w Europie jako pierwszy chiński model, który pojawił się na pasie startowym w Mediolanie. 
Po ukończeniu studiów w Nowym Jorku, przez rok pracował na Wall Street jako analityk giełdowy, a następnie zdecydował się kontynuować karierę aktorską w na scenach off-Broadwayu i wkrótce potem przeniósł się do Hollywood. Zadebiutował na kinowym ekranie w dramacie kryminalnym Michaela Cimino Rok smoka (1985) u boku Johna Lone i Mickeya Rourke. Rok potem zagrał w komedii przygodowej fantasy Johna Carpentera Wielka draka w chińskiej dzielnicy (1986) z Kurtem Russellem. 
Przez lata pracy w Hollywood występował w wielu serialach telewizyjnych, m.in. Strach na wróble i pani King (Scarecrow and Mrs. King, 1986) jako Chien Chang czy T.J. Hooker (1986) jako Makio, a także w filmach telewizyjnych, w tym w dreszczowcu NBC Jeniec wojenny (In love and War, 1987) z udziałem Jamesa Wooda (w roli Jamesa Stockdale) i Jane Alexander (jako Sybil Stockdale) czy kanadyjskim melodramacie biograficznym Bethune: The Making of a Hero (1990) w roli Pana Tunga z Donaldem Sutherlandem (jako Norman Bethune), Colmem Feore, Anouk Aimée i Helen Mirren, oraz w filmach fabularnych, m.in. w dreszczowcu sensacyjnym J. Lee Thompsona Zakazane tematy (Kinjite: Forbidden Subjects, 1989) jako Hiroshi Hada z Charlesem Bronsonem, i regularnie jako Jimmy Kee w serialu NBC Nasty Boys (1990).

## Wybrana filmografia

### filmy fabularne
- 1985: Inwazja na USA jako Koyo
- 1985: Rok smoka
- 1986: Wielka draka w chińskiej dzielnicy jako Lightning
- 1993: Współczesny gladiator jako Teng

### seriale Tv
- 1986: MacGyver jako Stone
- 1988: Matlock jako dr Paul Liu
- 1997: Nash Bridges jako Bobby Wu
- 1999: Stan wyjątkowy jako Złoty Smok
- 2000: Misja w czasie jako Ling Wu